# Ram dinamica
La RAM dinamica è il dispositivo di memoria più usato in ambito informatico, è utilizzata in banchi come memoria volatile. L'implementazione tecnica della RAM dinamica è il DRAM, realizzato su un chip di silicio e svolge la stessa funzione della RAM statica (SRAM), ma a differenza di questa, l'elemento di memoria è un semplice condensatore, anziché un flip-flop.
Ha un basso costo ed una capacità elevata, ma a differenza della ram statica, necessita di un circuito di servizio dedicato al memory refresh. Questa operazione è necessaria data la natura della cella di memoria, che è costituita da un condensatore, il quale risulta a valore logico 1 se è carico e a valore 0 se è scarico: pertanto, per mantenere carichi i condensatori aventi valore 1, il circuito di refresh fornisce a intervalli di tempo costante un impulso di corrente di ricarica.